# Arumbavur
Arumbavur is een panchayatdorp in het district Perambalur van de Indiase staat Tamil Nadu. 

## Demografie
Volgens de Indiase volkstelling van 2001 wonen er 11.083 mensen in Arumbavur, waarvan 49% mannelijk en 51% vrouwelijk is. De plaats heeft een alfabetiseringsgraad van 62%.